# 克拉斯米倫巴赫河
51°01′59″N 7°09′44″E / 51.032944°N 7.162317°E
克拉斯米倫巴赫河（德語：Klasmühlenbach），是德國的河流，位於該國西部，處於北萊茵-威斯特法倫州，該河流屬於謝夫巴赫河的右支流，河道全長0.7公里。